# Film- und Bühnencosmetologe

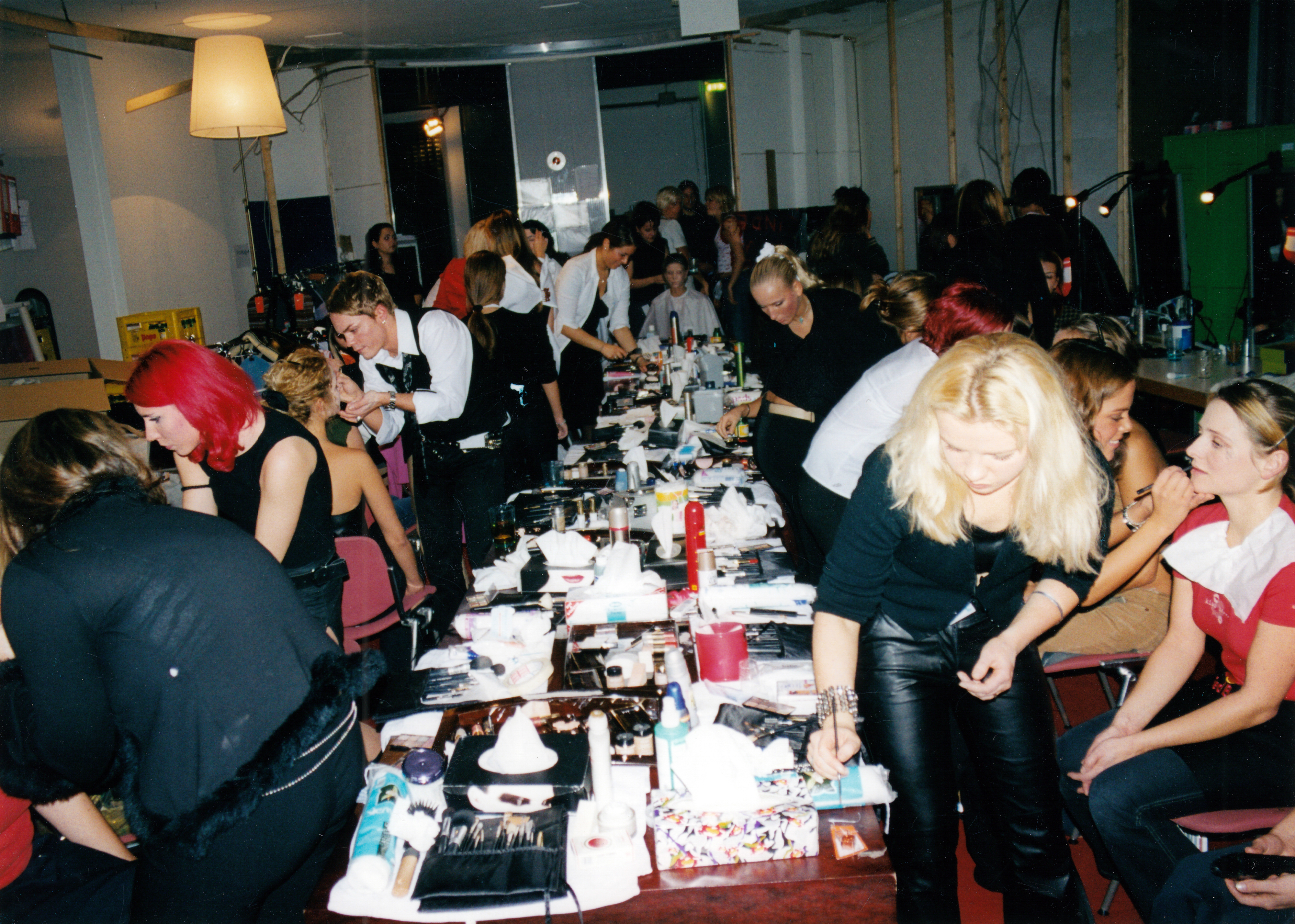
Angehende Film- und Bühnencosmetologen im haar- und make-up-technischen Einsatz bei der MTV Fashion & Style Party anlässlich der MTV Europe Music Awards 2001

Film- und Bühnencosmetologe ist ein Beruf in der Maskenbildnerei für Film, Fernsehen und Bühne.
Die deutsche Berufsbezeichnung Film- und Bühnencosmetologe ist der Klassifikation der Berufe 2010 (überarbeitete Fassung 2020) zugeordnet und setzt sich aus den Berufsgattungen Filmcosmetologe und Bühnencosmetologe zusammen.
Film- und Bühnencosmetologen beherrschen spezielle Schminktechniken und führen alle manuell-kreativen Tätigkeiten in der Make-up-Technik und im Haarstyling durch. Dazu gehört zum einen die Kunst des Schminkens, zum anderen aber auch das Entwerfen von Make-up-Looks und die Umsetzung von Make-up-Trends.

## Film- und Bühnencosmetologie
Film- und Bühnencosmetologie ist ein facettenreiches Berufsfeld in der Maskenbildnerei, das sich mit der Gestaltung von Make-up, Frisuren und speziellen Effekten für Darsteller in Film, Fernsehen und auf der Bühne befasst.

## Berufsbild

### Aufgaben und Tätigkeiten
Film- und Bühnencosmetologen arbeiten in der Maskenbildnerei als Fachkraft. Die Aufgabenbereiche umfassen Schminktechnik, Frisurengestaltung/Haarstyling, Bodypainting, Perückengestaltung, Spezialeffekte und Maskenbau.

#### Schminktechnik

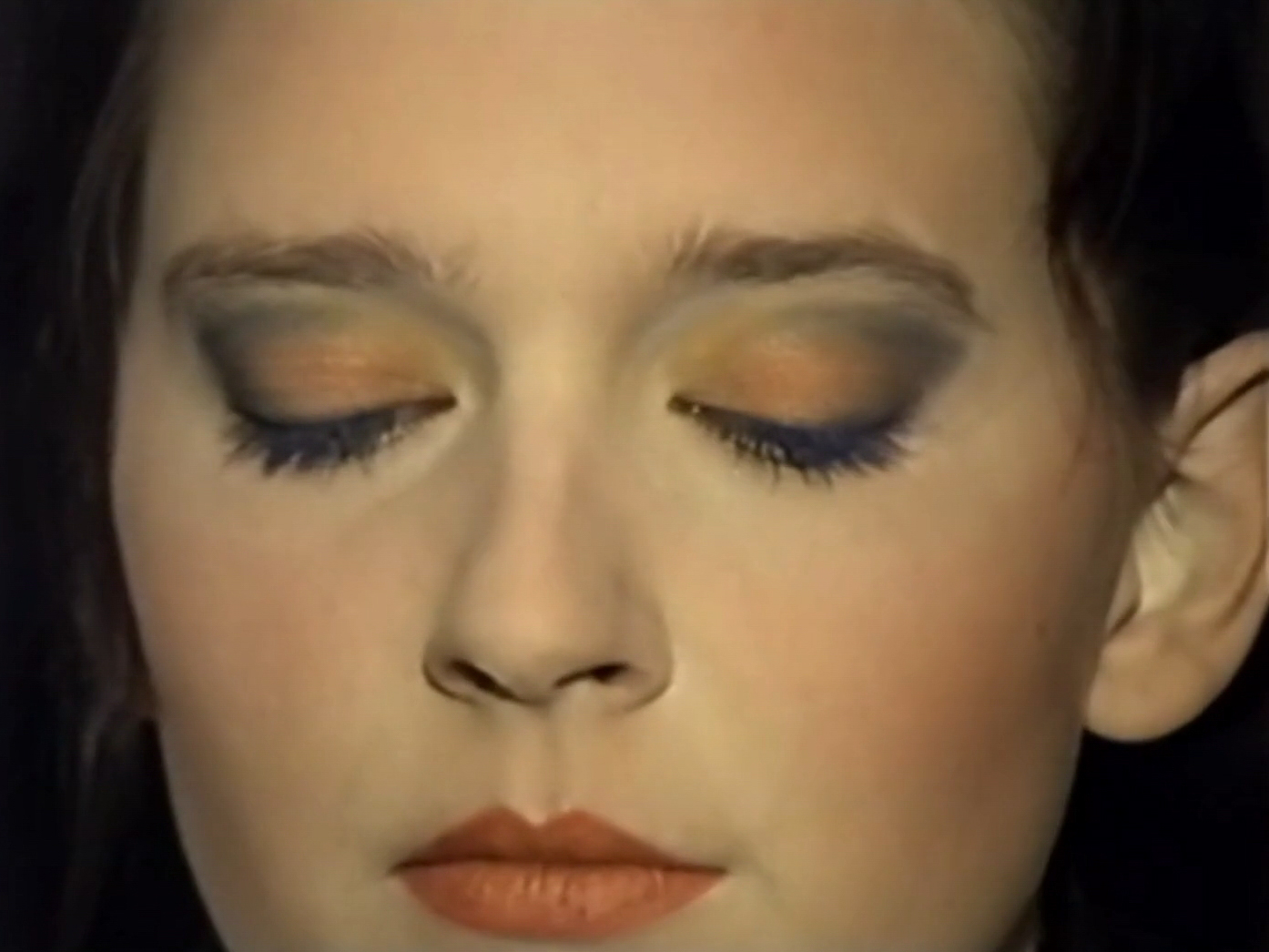
Make-up-Look mit Lidschatten und Rouge für Monitoraufnahmen (Bildungsgang Film- und Bühnencosmetologe)

Der Film- und Bühnencosmetologe beherrscht die Make-up-Techniken der 1920er bis 1980er Jahre und eine spezielle Schminktechnik für einen makellosen Porzellanteint.

#### Frisurengestaltung
Haarstyling und Frisuren-Trends der 1920er bis 1980er Jahre.

#### Bodypainting

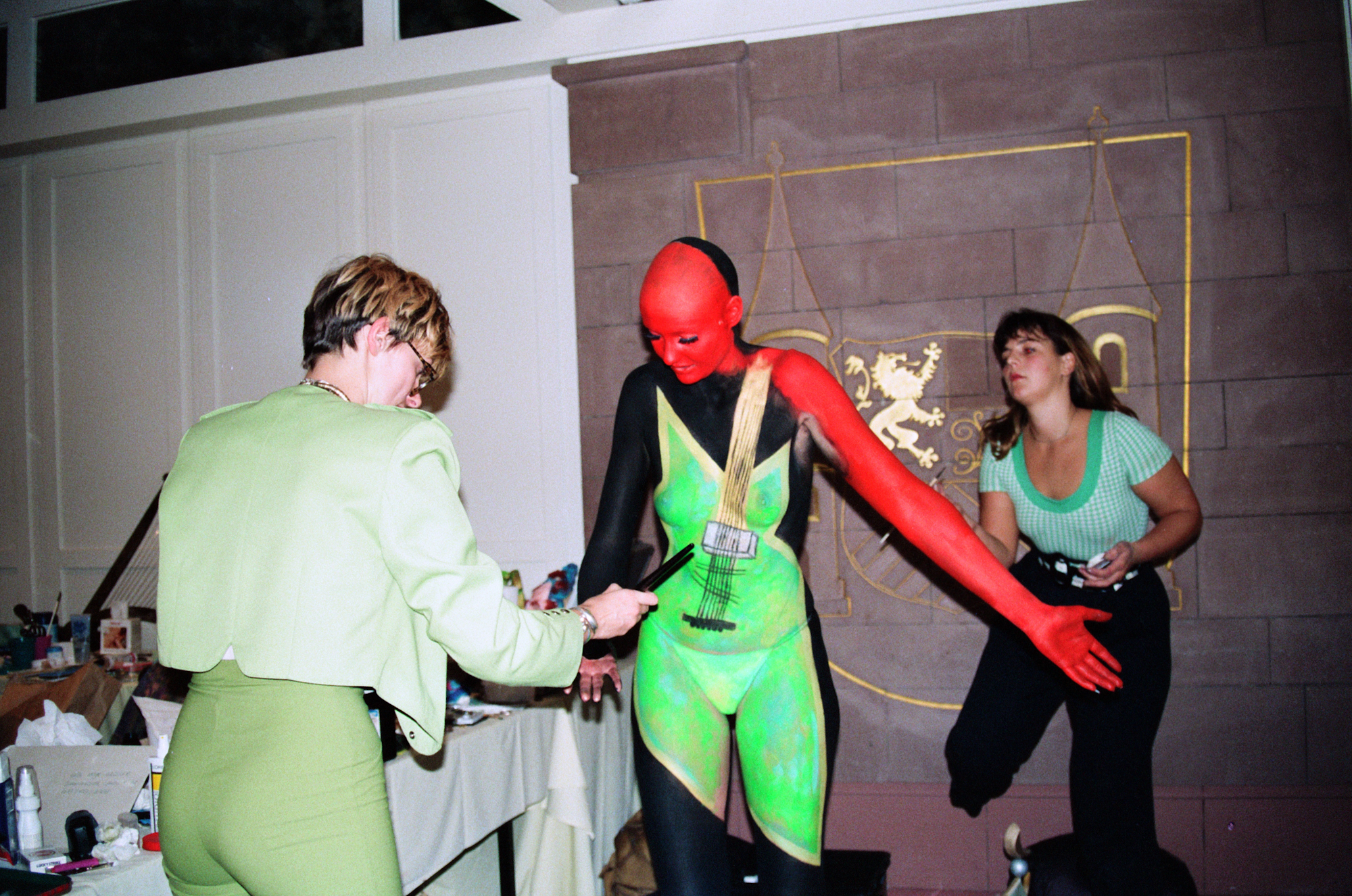
Bodypainting als Ganzkörperbemalung mit Herstellung einer Glatze (Bildungsgang Film- und Bühnencosmetologe)

Konzeption und Umsetzung von Teil- und Ganzkörperbemalungen mit abwaschbaren und atmungsaktiven Farben.

#### Perückengestaltung

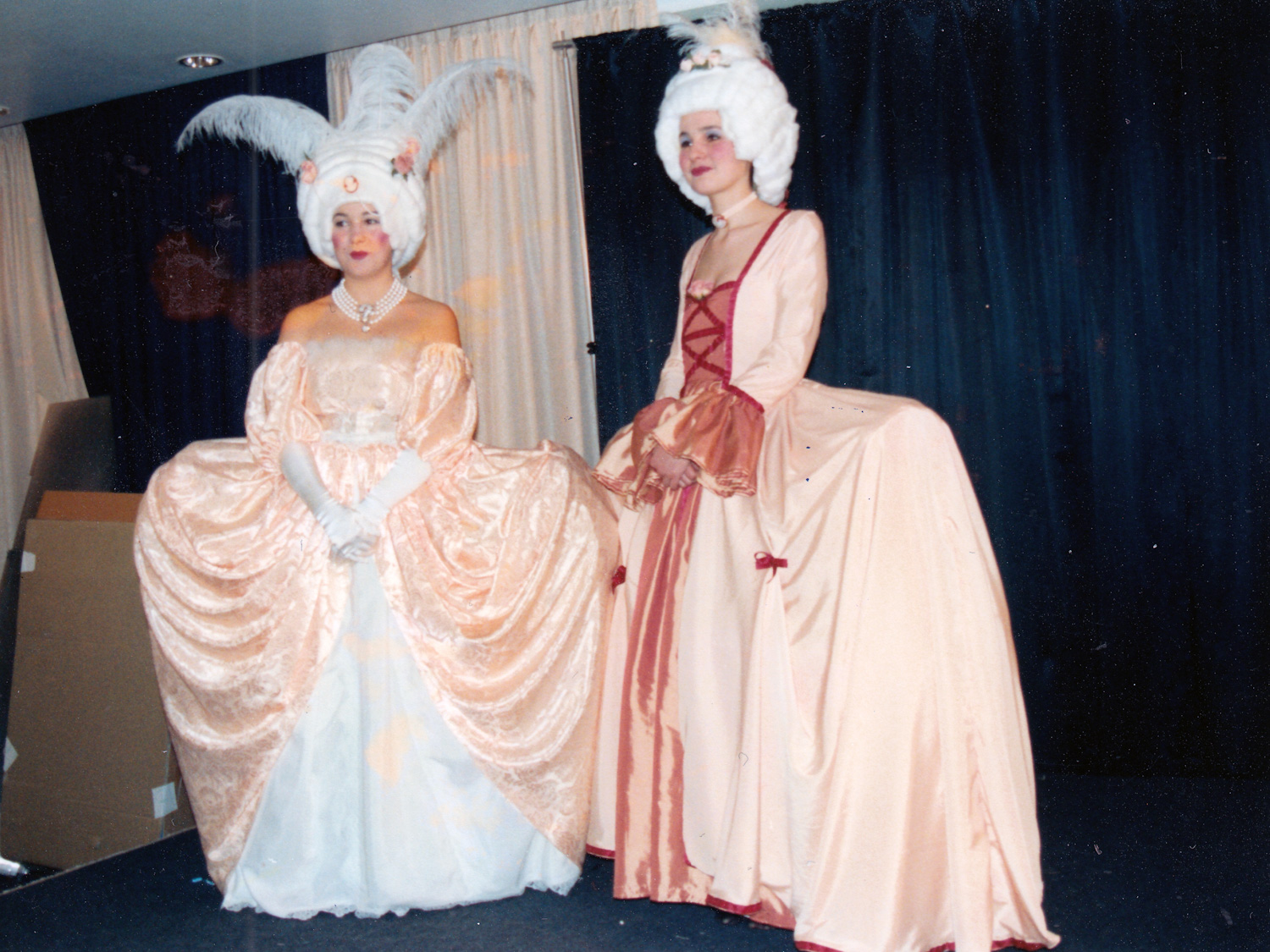
Herstellung von Rokokoperücken aus Watte und Kostümgestaltung (Bildungsgang Film- und Bühnencosmetologe)

Entwerfen und Anfertigen von Fantasieperücken und historischen Rokoko-Perücken aus Watte. Perücken aufarbeiten, aufsetzen, reinigen und fachgerecht lagern.

#### Spezialeffekte
Gestalten von Verletzungen, Wunden und Narben.

#### Maskenbau
Entwerfen und Modellieren von Masken und plastischen Gesichtsteilen, Anfertigen von Glatzen und die Herstellung von Formenbaumasken.

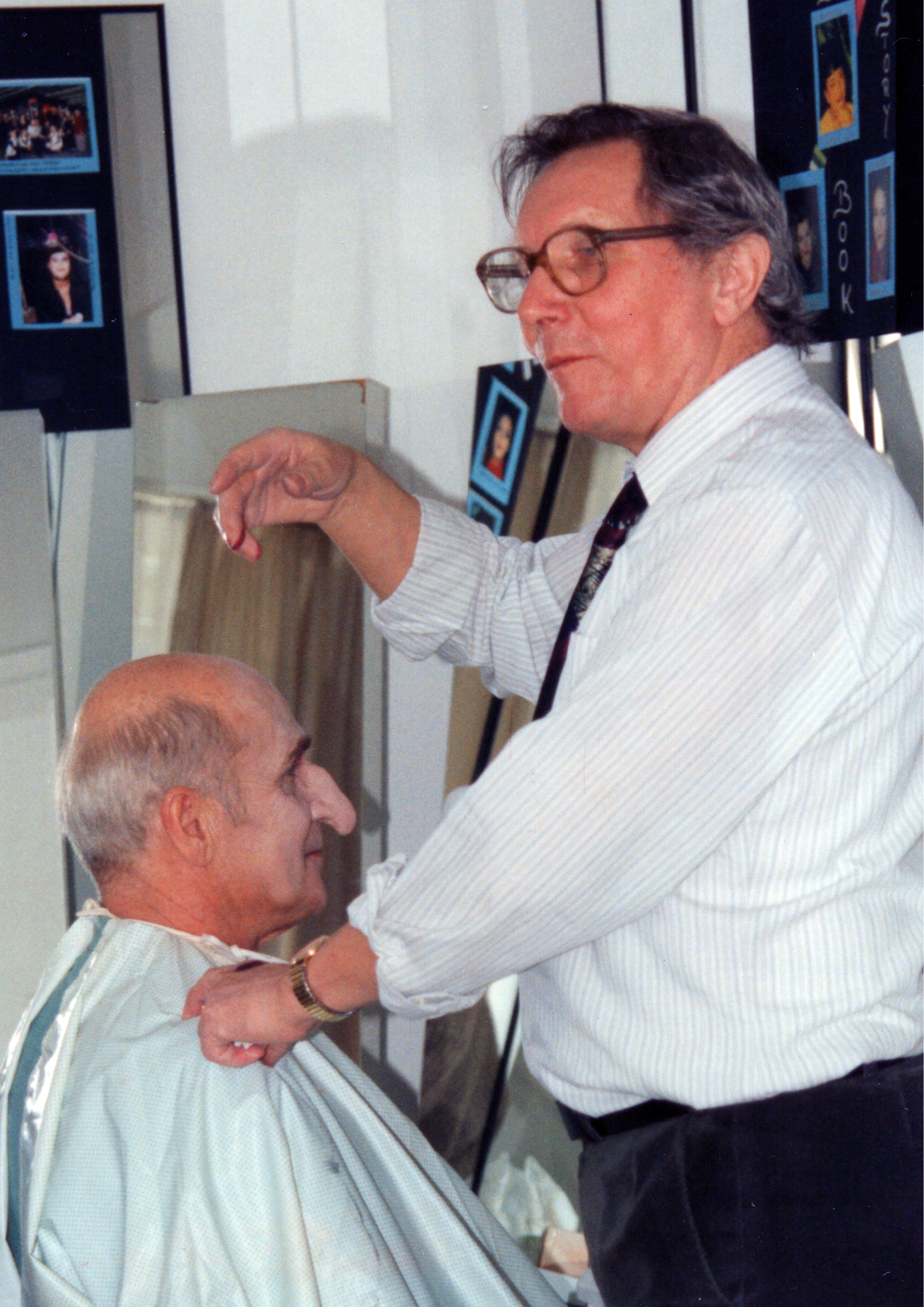
Dipl.-Theaterwissenschaftler und Maskenbildner Julius Hellmich als Dozent im Bildungsgang Film- und Bühnencosmetologe

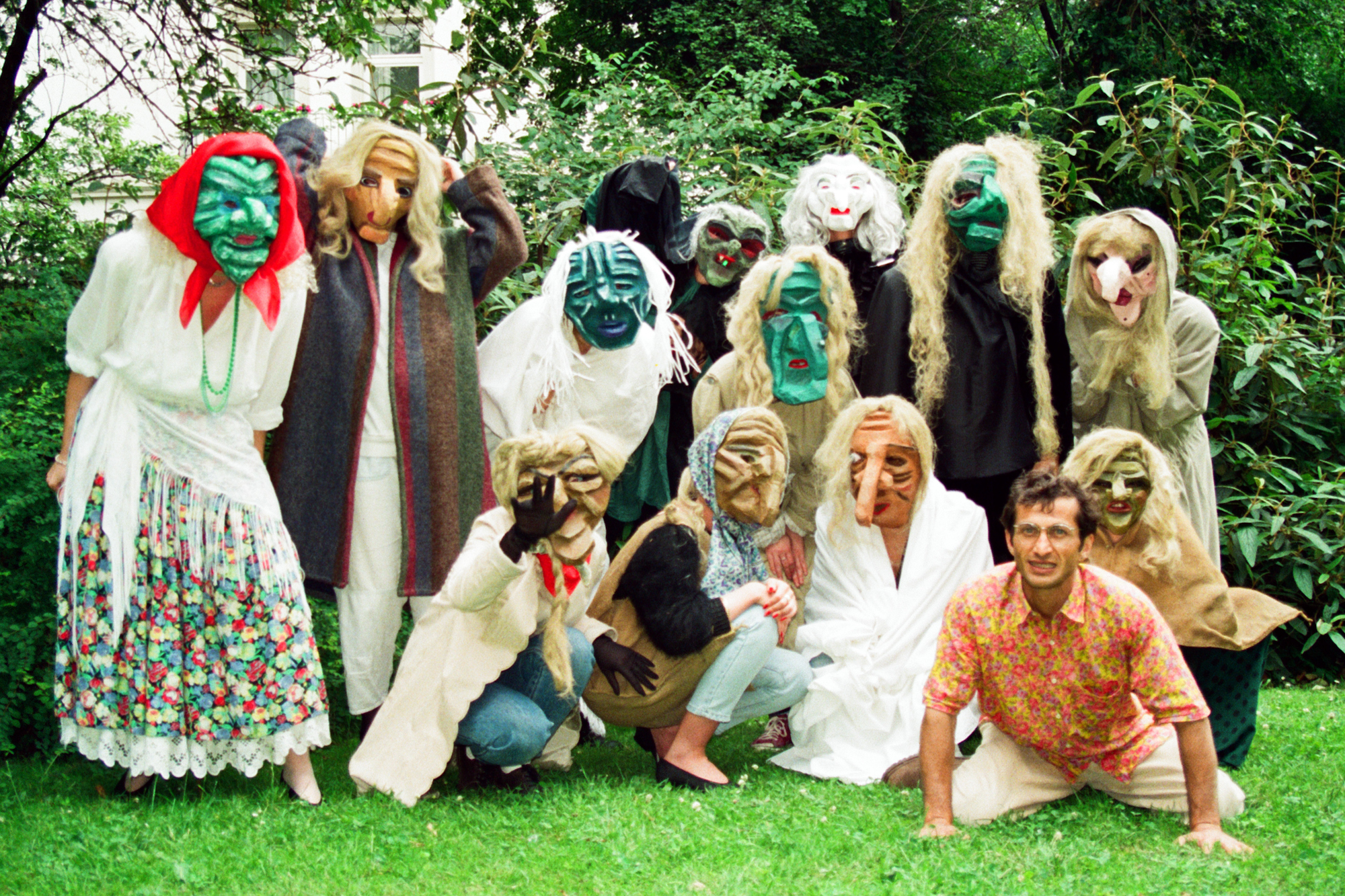
Entwerfen und Bauen von Masken aus Pappmaché (Bildungsgang Film- und Bühnencosmetologe)

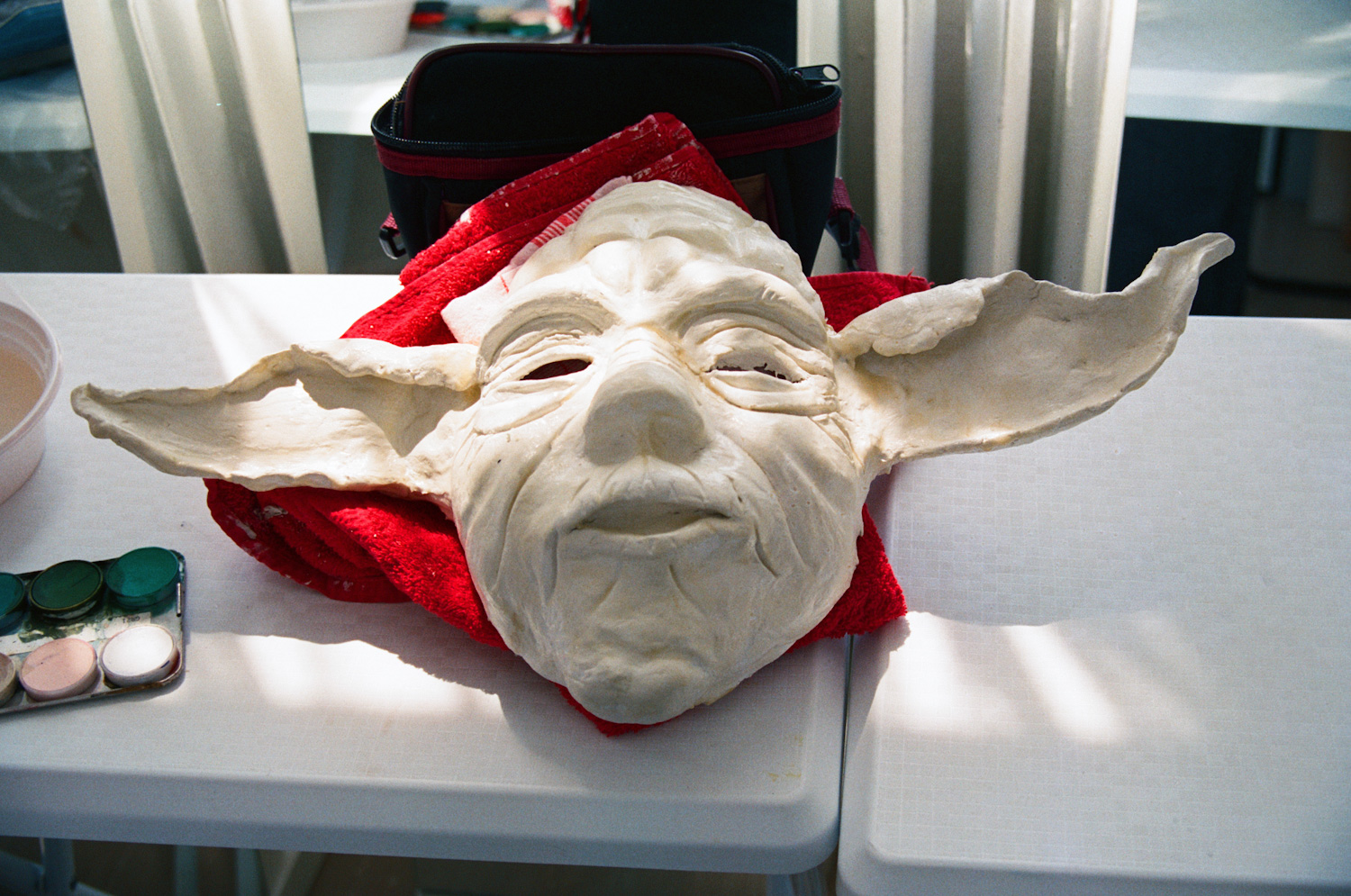
Entwurf und Formenbau (Bildungsgang Film- und Bühnencosmetologe)

## Berufsklassifikation
Die Bezeichnung Make-up-Artist ist die englische Bezeichnung für Visagist, Maskenbildner und Film- und Bühnencosmetologe in Deutschland. Die englische Berufsbezeichnung Make-up artist dient der Orientierung auf europäischen und internationalen Arbeitsmärkten. In Deutschland gilt die Klassifizierung der Klassifikation der Berufe 2010 (überarbeitete Fassung 2020). Der Film- und Bühnencosmetologe ist in die Berufsuntergruppe der Berufe in der Maskenbildnerei eingeteilt – in fachlich ausgerichtete Tätigkeiten.
| Klassifikation der Berufe 2010 – überarbeitete Fassung 2020 | Klassifikation der Berufe 2010 – überarbeitete Fassung 2020                      |
| ----------------------------------------------------------- | -------------------------------------------------------------------------------- |
| 8                                                           | Gesundheit, Soziales, Lehre und Erziehung                                        |
| 82                                                          | Nichtmedizinische Gesundheits-, Körperpflege- und Wellnessberufe, Medizintechnik |
| 823                                                         | Körperpflege                                                                     |
| 8234                                                        | Berufe in der Maskenbildnerei                                                    |
| 82342                                                       | Berufe in der Maskenbildnerei – fachlich ausgerichtete Tätigkeiten               |
| 82342                                                       | Filmcosmetologe/Filmcosmetologin                                                 |
| 82342                                                       | Bühnencosmetologe/Bühnencosmetologin                                             |
| 82342                                                       | Maskenbildner/Maskenbildnerin                                                    |

## Berufsbezeichnungen in deutscher, englischer und französischer Sprache
Die Bundesagentur für Arbeit beschreibt in ihren redaktionellen Berufsinformationen im Archiv die Berufsbezeichnung Film- und Bühnencosmetologe als Synonym zur Tätigkeitsbeschreibung von Diplom-Designer (FH) Fachrichtung Maskenbild:
„Tätigkeitsbezeichnungen
Auch übliche Berufsbezeichnung/Synonym:
• Film- und Bühnencosmetologe/-cosmetologin
Abweichende Berufsbezeichnung der ehemaligen DDR:
• Diplom-Maskenbildner/in
Berufsbezeichnungen in englischer Sprache:
• Designer (m/f) (UAS) - make-up
• Make-up designer (m/f) (UAS)
• Make-up artist (m/f) (UAS)
Berufsbezeichnungen in französischer Sprache:
• Designer (m/f) (ESS) - maquillage

• Maquilleur/Maquilleuse (ESS)“
– Berufsinformationen im Archiv der Bundesagentur für Arbeit, 23. Februar 2007

## Lehrplaninhalte und Schwerpunkte
Zu den Lehrplaninhalten des Bildungsgangs Film- und Bühnencosmetologe gehören künstlerisch-gestalterisches Basiswissen, Farbenlehre und ein grundlegendes Training im zeichnerischen, malerischen und make-up-technischen Bereich – Grundlagen des Schminkens und berufsspezifische Schminktechniken, Frisurengestaltung/Haarstyling, Bodypainting (Teil- und Ganzkörperbemalung), Perückengestaltung (Fantasieperücke und historische Rokoko-Perücke aus Watte), Spezialeffekte gestalten (Verletzungen, Wunden), Anfertigen von Glatzen, Maskenbau, Formenbaumaske und die Geschichte der 1920er bis 1980er Jahre in Make-up, Haare, Mode und Lifestyle.

## Film- und Bühnencosmetologen-Schule
Film- und Bühnencosmetologen-Schule ist eine Fachschule für Schminktechnik in Deutschland.

### Geschichte
Die erste Film- und Bühnencosmetologen-Schule in Deutschland wurde 1979 in der Schillerstraße 30–40 in der Nähe der Frankfurter Börse in Frankfurt am Main gegründet und entwickelte sich zu einer Marktnische im Frankfurter Weiterbildungsmarkt.

## Ausbildung
Seit 1979 wird in Deutschland zum Film- und Bühnencosmetologen ausgebildet.

### Bildungsgang Film- und Bühnencosmetologe
Der seit 1979 entwickelte Bildungsgang Film- und Bühnencosmetologe wurde bis zur Neuordnung des Berufsbildes Maskenbildner als eine einjährige Vollzeitausbildung mit einem speziellen Lehrplan (1 Jahr Vollzeit, 1200 Stunden) angeboten.
Anfang der 2000er-Jahre entwickelte sich im Zuge der Neuordnung des Berufsbildes Maskenbildner eine zusätzliche zweijährige Vollzeitausbildung mit derselben Bildungsgangbezeichnung, welcher der Rahmenlehrplan für den Ausbildungsberuf Maskenbildner (Beschluss der Kultusministerkonferenz vom 14. Dezember 2001) zu Grunde liegt.

### Staatlich anerkannter Film- und Bühnencosmetologe
Der Beruf des Film- und Bühnencosmetologen ist staatlich anerkannt nach Landesrecht in Deutschland und die Berufsausbildung zum Film- und Bühnencosmetologen dauert zwei Jahre in Vollzeit. Der staatlich anerkannte Film- und Bühnencosmetologe ist ein schulischer Ausbildungsberuf mit staatlicher Abschlussprüfung und wird durch Landesrecht geregelt.